# God of War II
God of War II è un videogioco per Sony PlayStation 2, prodotto da SCE Studios Santa Monica e pubblicato per la prima volta per la console PlayStation 2 il 13 marzo 2007. È il secondo capitolo della serie God of War, il sesto in ordine cronologico e il sequel di God of War del 2005. Il gioco è basato sulla mitologia greca ed è, pertanto, ambientato nell'antica Grecia. Il giocatore interpreta Kratos, il nuovo dio della guerra che ha ucciso il primo, Ares. Kratos viene tradito da Zeus, il re degli dei dell'Olimpo, che lo spoglia della sua divinità e lo uccide. Trascinato lentamente negli Inferi, viene salvato dal Titano Gaia, che gli ordina di trovare le Parche, in quanto possono permettergli di viaggiare indietro nel tempo, evitare il suo tradimento e vendicarsi di Zeus.
Il gameplay è simile al titolo precedente. Si concentra sul combattimento basato su combo che si ottiene attraverso l'arma principale del giocatore, le lame di Atena, e le armi secondarie acquisite durante il gioco. Presenta inoltre dei quick time event che richiedono ai giocatori di completare rapidamente varie azioni per sconfiggere nemici e boss più forti. Il giocatore può usare fino a quattro attacchi magici e un'abilità di potenziamento come opzioni di combattimento alternative, e il gioco presenta anche vari puzzle ed elementi platform. Rispetto al suo predecessore, God of War II presenta enigmi migliorati e molti più boss.
God of War II è stato acclamato come uno dei migliori videogiochi di tutti i tempi e uno dei migliori sequel videogioludici mai realizzati, ed è stato "Gioco dell'anno per PlayStation" del 2007 ai Golden Joystick Awards. Nel 2009, IGN lo ha elencato come il secondo miglior gioco per PlayStation 2 di tutti i tempi, e sia IGN che GameSpot lo considerano il "canto del cigno" dell'era PlayStation 2. Nel 2012, la rivista Complex ha nominato God of War II il miglior gioco per PlayStation 2 di tutti i tempi. È stato il gioco più venduto nel Regno Unito durante la settimana della sua uscita e ha venduto 4,24 milioni di copie in tutto il mondo, diventando così il sedicesimo gioco per PlayStation 2 più venduto di tutti i tempi. God of War II, insieme a God of War, è stato rimasterizzato e pubblicato il 17 novembre 2009 come parte della God of War Collection per PlayStation 3. La versione rimasterizzata è stata ripubblicata il 28 agosto 2012 come parte della God of War Saga, anche per PlayStation 3. Un romanzo dedicato al gioco è stato pubblicato nel febbraio 2013.

## Trama
Dopo aver sconfitto Ares, Kratos è diventato il nuovo Dio della guerra e grazie al suo patrocinio gli Spartani tengono sempre più in pugno la Grecia. Il nuovo dio, tuttavia, prova ancora rancore verso gli altri Olimpici poiché anche se è stato perdonato per le sue colpe passate, Atena non ha rimosso i suoi dolorosi ricordi; la dea gli rivela inoltre che gli altri immortali lo guardano con sempre più sospetto, ma lo spartano ignora le sue parole.
Raggiunta la città di Rodi attaccata dai suoi adoratori, Kratos si ingigantisce per dare loro man forte, ma un'aquila lo colpisce, assorbe una parte dei suoi poteri e li trasferisce all'enorme statua posta davanti alla costa, che prende vita e lo attacca. Sebbene ritornato alle dimensioni umane, Kratos usa la Spada dell'Olimpo concessagli da Zeus per sconfiggere il mostro e distruggerlo dall'interno, ma dato che l'arma deve assorbire tutti i suoi poteri divini, egli torna a essere mortale e vulnerabile e rimane ferito gravemente nello scontro.
Mentre cerca di raggiungere la spada per riottenere il suo potere riappare l'aquila, che si rivela essere lo stesso Zeus: quest'ultimo, infatti, teme che Kratos possa sopprimere l'Olimpo e così lo mette di fronte alla possibilità di sottomettersi agli dei o morire; Kratos rifiuta e viene ucciso con la spada dal dio del tuono, il quale inoltre termina la battaglia tra spartani e rodiesi in un mare di sangue annientando gli eserciti con un singolo gesto. Kratos viene quindi trasportato nell'Ade, ma viene salvato dal Titano Gaia: questa gli spiega che trovando le Parche, capaci di cambiare ogni momento della vita dell'uomo, potrà riuscire a vendicarsi di Zeus e aiutare i Titani; esse tuttavia vivono in un'isola maledetta chiamata Isola della Creazione.
Resuscitato dalla Titanide e fuggito dagli Inferi, Kratos ordina al generale spartano Atreus, unico sopravvissuto, di ritornare alla madrepatria per preparare i rinforzi mentre egli stesso parte a cavallo dell'equino alato Pegaso; durante il tragitto, tuttavia, viene attaccato dal misterioso Cavaliere Oscuro e precipita su un'isola di ghiaccio dove dimora il titano Tifone, che intrappola Pegaso sotto la sua gigantesca mano. Kratos viene aiutato dal potere assorbito grazie al sacrificio del morente Prometeo e libera Pegaso.
Lo spartano si dirige quindi sull'Isola della Creazione e viene nuovamente attaccato dal Cavaliere Oscuro, che riesce a separarlo da Pegaso, ma dopo aver ucciso il nemico Kratos atterra sull'isola illeso. Per unire le due parti dell'isola, cioè quella su cui si trova e quella dove si trovano le Parche, Kratos deve mandare avanti i Destrieri del Tempo, i giganteschi cavalli appartenuti a Crono: arrivato su di essi, Kratos uccide Teseo e unisce l'isola. Proseguendo Kratos si scontra ed elimina il redivivo Re dei barbari nella Palude dei Dimenticati per poi incontrare un Argonauta morente che gli riferisce che Giasone, in possesso del Vello d'oro, è stato catturato da un Cerbero; il mostro ha già divorato l'eroe e il manufatto e quindi Kratos, dopo aver squartato il mostro, recupera il Vello.
Nei sotterranei Kratos affronta e uccide la mostruosa gorgone Euriale mentre in una stanza blindata fa altrettanto con l'eroe Perseo. Arrivato sul vertice di un ponte spezzato Kratos trova Icaro che, impazzito, lo attacca precipitando nel Grande Baratro; alla fine di esso Kratos elimina Icaro e incontra Atlante, il Titano che regge eternamente la volta celeste: questi decide di aiutarlo nella vendetta contro Zeus donandogli la sua magia e accompagnandolo con la sua gigantesca mano dall'altra sponda del Grande Baratro al Palazzo delle Parche, un immenso santuario pieno di trappole e insidie che ha davanti a sé la Guglia, uno scoglio gigantesco a forma di corvo rampante dov'è situato l'antro delle Parche.
Dopo aver sanguinosamente sacrificato due sacerdoti, a Kratos appare un ologramma della Parca Lachesi, che gli indica il luogo dove si trovano le ceneri della Fenice, con la quale lo Spartano può raggiungere la Guglia: Kratos fa risorgere la mitica bestia gettando le sue ceneri nella lava, ma mentre si reca a domarla viene attaccato da un guerriero nascosto nell'ombra; Kratos lo trafigge e scopre con sgomento che in realtà è il generale spartano, il quale gli spiega di essere alla ricerca delle Parche per salvare la sorte di Sparta che, all'insaputa di Kratos, è stata distrutta da Zeus. Poco dopo la morte del generale, Kratos viene attaccato da un immenso mostro marino mandato dal padre degli dei, il Kraken, che Kratos uccide grazie al potere donatogli da Gaia, per poi cavalcare la Fenice arrivando sulla Guglia, dove incontra Lachesi. Al rifiuto della Parca di concedergli il filo della vita, Kratos sfida Lachesi dando inizio ad uno scontro a cui prenderà parte anche la sorella Atropo. Lo spartano avrà infine la meglio, intrappolando Lachesi e Atropo in uno degli specchi interdimensionali utilizzati dalle Sorelle per viaggiare nel tempo per poi mandarlo in frantumi colpendolo con le spade. Le due Parche, intrappolate all'interno dello specchio, vengono distrutte insieme ad esso, cessando così di esistere. Arrivato nella Sala del Telaio, Kratos incontra Cloto, l'ultima delle Sorelle, che ucciderà brutalmente conficcandole in testa uno dei pendoli che compongono il Telaio. Con la distruzione di tutte e tre le Parche Kratos ottiene così il controllo del suo filo della vita e la capacità di modificare il proprio destino.
Kratos ritorna quindi indietro nel tempo fino alla battaglia di Rodi, dove si scontra con Zeus subito dopo la sua morte: dopo un furibondo duello sull'altare dell'Olimpo, Kratos sta per trafiggere Zeus con la Spada dell'Olimpo ma si frappone tra loro Atena, che viene colpita a morte per salvare il padre che fugge; prima di soccombere la dea conferma a Kratos che Zeus è davvero suo padre e che voleva eliminarlo per non essere ucciso dal figlio, così come Zeus stesso ha fatto con Crono e questi, a sua volta, con Urano.
Kratos, che ora ha il potere di manipolare il tempo, ritorna nel passato fino al momento in cui i Titani stanno per essere sconfitti dagli Dèi, salvandoli dal loro esilio negli Inferi e trasportandoli nel presente, dove si preparano ad attaccare Zeus e gli Dèi.

## Modalità di gioco
L'arma base di Kratos sono le lame che gli vengono donate dalla dea Atena dopo essere stato privato delle lame del Caos per mano di Ares. Si possono ottenere altre armi e magie, tutte potenziabili a vari livelli con un certo numero di sfere.
In questa nuova avventura, Kratos rincontrerà mostri già visti nei precedenti capitoli (Legionari non morti, Sirene, Arpie, Cerberi, Minotauri normali, Gorgoni, Ciclopi normali, Satiri e Spettri) ma anche delle nuove mostruose creature inviate per fermarlo.
Come nel primo capitolo, completando il gioco nelle varie difficoltà, o completando apposite sfide, si potranno sbloccare vari costumi, che potranno essere usati durante una partita bonus. Ognuno conferisce alcune abilità particolari.

## Personaggi principali
Kratos: lo Spartano che riuscì a uccidere Ares e prendere il suo posto nell'Olimpo. Cacciato dagli Dèi per il suo brutale passato, ora la sua mente è pervasa da un'assoluta sete di vendetta. Finora, ha ucciso ben otto divinità: Persefone, Ares, Ceryx, Tanato, Erinni e le tre Furie. In questo capitolo lo spartano, cercando di ottenere il controllo del proprio destino, arriverà ad affrontare le Parche, le entità primordiali che controllano il Destino, riuscendo infine a distruggerle. Ucciderà per errore anche la dea Atena, la quale con l'intenzione di proteggere Zeus si era frapposta tra le spade di Kratos e il Re degli Dei.
Atena: dea della Saggezza, dopo aver aiutato Kratos in God of War, sa della congiura ai danni del neo-promosso Dio della Guerra, ma decide di rimanere neutrale (Zeus stesso dirà che "Atena si è rifiutata di rimediare al suo errore").
Gaia: madre della Terra e dei Titani. Aiuta Kratos nel suo intento di vendicarsi di Zeus, spiega accuratamente gli oggetti che man mano si otterranno nel viaggio. È la narratrice della serie God of War.
Zeus: Re degli Dèi e padre di Kratos, antagonista principale del gioco (ciò è stato rivelato nel filmato del gioco precedente "Un segreto svelato", oltre che in Ghost of Sparta e nel filmato finale di questo episodio). È il principale organizzatore della congiura iniziale.
Parche: Chiamate anche Sorelle del Destino. Sono tra le entità più antiche e potenti del Pantheon greco dopo Zeus. Il loro compito è quello di tessere il filo del fato di ogni mortale, dio o Titano, svolgerlo e infine reciderlo, segnandone la morte. Si scontrano con Kratos al seguito del loro rifiuto di concedergli il controllo del proprio destino. Alla fine sarà lo spartano a trionfare, che riuscirà ad impugnare il proprio fato annientando tutte e tre le Sorelle del Destino.
- Lachesi: la prima delle Parche, colei che decide il destino di ogni vita. Avverte Kratos che non riuscirà a cambiare il suo fato, e si rifiuta di concedergli il controllo del Telaio del Destino.
- Atropo: la più vecchia e crudele delle Parche, colei che taglia il filo, mettendo fine alla vita del proprietario. Cercherà di uccidere Kratos modificando gli eventi nel suo passato scontro con Ares.
- Cloto: la più "giovane" delle Parche che Kratos incontrerà. Incredibilmente obesa e munita di numerose braccia e seni, crea da sola un intero livello, la Sala del Telaio (Loom Chamber in originale). Crea il filo di ogni mortale, dio e titano. Kratos dovrà distruggere Cloto per avere accesso al proprio filo del destino, in modo da poter uccidere Zeus e cambiare il suo fato.

Spartano: il generale dell'esercito spartano che intercede con Kratos, nonché l'unico sopravvissuto dei suoi uomini a Rodi. Viene accidentalmente ucciso da Kratos stesso mentre cerca di arrivare al tempio delle Parche.
Icaro: figlio di Dedalo, verrà ucciso da Kratos che gli ruberà le ali.

## Doppiaggio
La voce di Atlante nella versione originale è quella di Michael Clarke Duncan. La voce di Perseo, sempre nella versione originale, è quella di Harry Hamlin, che interpretò già questa parte nel film Scontro di titani.

## Accoglienza
Su Metacritic ha totalizzato un punteggio di 93 su 100, basato su 70 recensioni. La rivista Play Generation diede al gioco un punteggio di 97/100, ritrovando Kratos in una nuova mitica avventura che perfeziona sotto ogni aspetto la precedente, definendolo così uno dei migliori titoli per PS2. La stessa testata lo ha considerato uno dei giochi più spettacolari usciti su tale console mentre la sua riedizione in HD poteva competere con molti titoli per PS3.

### Premi
Il videogioco ha vinto i premi BAFTA 2007 nelle categorie Technical Achievement e Story and Character .